# Acajou (couleur)
Pour les articles homonymes, voir Acajou.

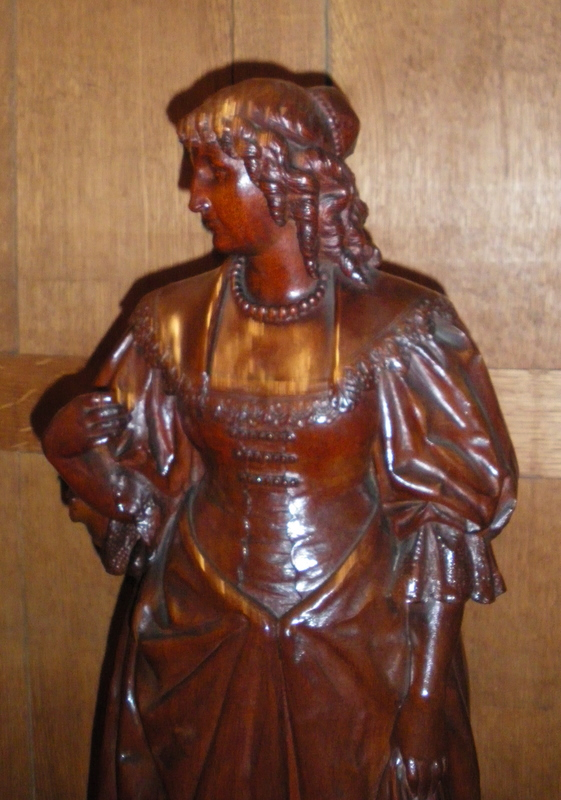
Statuette en bois d'acajou.

Acajou est un nom de couleur désignant une nuance de marron rougeâtre, d'après la couleur du bois d'acajou utilisé en ameublement.
Le bois d'acajou, indigène de l'Amérique, est connu en Europe depuis le XVIIe siècle. L'expression « couleur acajou » est attestée en 1793.
Le Répertoire de couleurs de la Société des chrysanthémistes de 1905 donne quatre tons de la couleur acajou « sous la forme ouvrée que le public lui connaît le mieux ». Acajou vient au numéro 335 juste après 334 « Brun de garance » d'une chromaticité un peu moindre et dont il est « une légère modification », dans une séquence de bruns entre 331 « Marron d'Inde », qui lui est similaire en teinte, mais plus clair, d'un côté et 337 « Brun Sanguine » et 341 « Marron » (comestible), plus sombre, de l'autre (RC2).
Le nuancier RAL donne RAL 8016 brun acajou.
Parmi les marchands de couleurs pour artistes, on trouve 064 Acajou ; pour la décoration, bois d'acajou.
Le nom de couleur acajou éventuellement modifié par clair, moyen, foncé, s'utilise aujourd'hui surtout pour des lasures et teintures pour bois, mais aussi pour cheveux. Il désigne notamment une couleur de henné, décrite ainsi depuis le XIXe siècle.
Plus qu'une couleur, acajou caractérise une matière dont les reflets sont caractéristiques. Sans cette brillance que l'on retrouve dans les cheveux teints, une nuance colorimétriquement identique pourrait être appelée d'un autre nom, notamment terre de Sienne brûlée, qui est le pigment avec lequel les peintres décorateurs imitent l'acajou.